# Welesina
Welesina is een geslacht van kreeftachtigen uit de klasse van de Ostracoda (mosselkreeftjes).

## Soort
- Welesina kornickeri (Danielopol, Baltanás & Humphreys, 2000)